# Dolgeville, New York
Dolgeville, New York (енгл. Dolgeville) град је у америчкој савезној држави Њујорк.

## Демографија
По попису из 2010. године број становника је 2.206, што је 40 (1,8%) становника више него 2000. године.
| Група             | 2000.         | 2010.         |
| Белци             | 2.101 (97,0%) | 2.120 (96,1%) |
| Афроамериканци    | 5 (0,2%)      | 7 (0,3%)      |
| Азијати           | 9 (0,4%)      | 13 (0,6%)     |
| Хиспаноамериканци | 21 (1,0%)     | 40 (1,8%)     |
| Укупно            | 2.166         | 2.206         |